# Jesús Rico García
Jesús Rico García HSOD (Montemayor de Pililla, 15 de octubre de 1954) es un eclesiástico y profesor católico español, obispo de Ávila, desde julio de 2023.

## Biografía
Jesús nació el 15 de octubre de 1954, en el municipio español de Montemayor de Pililla, Valladolid.
Realizó los estudios de Bachillerato en el Seminario Menor de Valladolid.
Cursó los estudios eclesiásticos en la Universidad Pontificia de Salamanca (1978), donde obtuvo el bachillerato en Teología.
Tras realizar estudios en la Universidad Pontificia Salesiana (1978-1981), obtuvo la licenciatura en Catequética y un diplomado en Ciencias de la educación.

### Sacerdocio
Su ordenación sacerdotal fue el 24 de junio de 1979, en la Basílica de San Pedro, a manos del papa Juan Pablo II, incardinándose en la archidiócesis de Valladolid. 
Pertenece a la Hermandad de Sacerdotes Operarios Diocesanos, una comunidad de sacerdotes de derecho papal.
Como sacerdote ha desempeñado los siguientes ministerios:
- Vicerrector del Seminario Mayor de Zaragoza (1981-1988).[5][6]
- Profesor de Catequética en el Centro Regional de Estudios Teológicos de Aragón (1986/1988).
- Miembro y vicedirector del Instituto Vocacional Maestro Ávila de Salamanca (1988-1990) y del Consejo de redacción de la revista Seminarios (1988-1996).
- Rector del Aspirantado de los Sacerdotes Operarios en Salamanca (1990-1996).
- Miembro (Delegado en España) del Consejo General (1996-2002), vicedirector general (2002-2008) y director general (2008-2014) de los Sacerdotes Operarios Diocesanos.
- Director espiritual del Pontificio Colegio Español de San José (2003-2007).[3]
- Director del secretariado de la Comisión Episcopal de Seminarios y Universidades de la Conferencia Episcopal Española (2007-2008).
- Rector del Seminario Mosén Sol de México (Aspirantado de Huixquilucan) y profesor en la Universidad Pontificia de México (2014-2020).
- Rector del Pontificio Colegio Español de San José (2020-2023).

### Episcopado
El 29 de mayo de 2023, el papa Francisco lo nombró obispo de Ávila. Fue consagrado el 15 de julio del mismo año, en la Catedral de Ávila, a manos del cardenal Ricardo Blázquez. Tomó posesión canónica el mismo día de su ordenación.
En la Conferencia Episcopal Española es, desde noviembre de 2023, miembro de la Comisión Episcopal para el Clero y Seminarios.